# Stanisław Jan Jabłonowski
Stanisław Jan Jabłonowski (Łucza (közel Lwówhoz), 1634. április 3. - Lwów, 1702. április 3.) lengyel nemes, mágnás, katona, Lengyelország jelentős hadvezére, Krakkó várnagya. Fiatalkorában egy jó nevű katonai iskolába járt.  Az 1655-60-as Északi háború idején részt vett a svéd csapatok elleni harcokban Stefan Czarnecki hetman oldalán, majd a svédekkel szövetséges II. Rákóczi György erdélyi fejedelem seregei ellen harcolt. Érdemeiért 1682-ben a korona nagyhetmanja lett. A törökellenes harcok idején részese volt a Chocimi-és a kahlenbergi győzelemben. Születése napján hunyt el 1702-ben. Lánya révén ő a későbbi lengyel király, I. Szaniszló anyai nagyapja.

## Élete

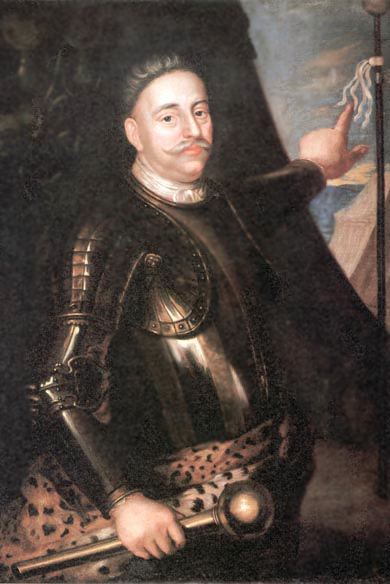
Stanisław Jan Jabłonowski

Stanisław Jan Jabłonowski  1634. április 3-án született Łucza területén, közel Lwówhoz, a mai Ukrajna területén. Az ifjú nemes a tehetős Jabłonowski család sarja volt. Ifjúkorában katonai iskolába járt, a "svéd Özönvíz" idején a lengyel királyhoz, II. János Kázmérhoz hű csapatok oldalán harcolt. Nagy hírnevet szerzett, amikor megakadályozta azt, hogy a Krakkót ostromló svédek elfogják a lengyel királyt. Ezek után a Stefan Czarnecki kastellán  vezette csapatokoz csatlakozott és részt vett több nagyobb csatában is. Részt vett a svédekkel szövetséget kötő II. Rákóczi György erdélyi fejedelem csapatai elleni harcokban, majd a Czarnecki vezette Jütlandi-expedícióban megsebesült. A svéd háborúk után Ukrajnában harcolt, s 1664-ben orosz vajda lett, amely tisztségét 1692-ig töltötte be. Az 1673-as Chocimi csatában a törökök ellen harcoló lengyel huszárok élén állt.
1674-ben a királyválasztáson hevesen támogatta a chochimi csata győztes hadvezérét, Jan Sobieskit. 1675-ben Sobieski mellett harcolt a Lwówi csatában. 1676-tól Jabłonowski  a korona tábori hetmanja. Amikor az ország csatlakozott a törökök ellen fölálló Szent Liga csapataihoz, Jabłonowski is a lengyel csapatokkal együtt hadbavonult. Részt vett a lengyel lovasság egyik parancsnokaként a Bécset ostromló török erők elleni Kahlenbergi csatában. Az 1683. szeptember 12-én zajló csata avval indult, hogy a Bécset szegélyező erdős területeken állomásozó lengyel hadsereg kötelékéből a Zygmunt Zbierzchowski vezette huszárcsapat Sobieski parancsára a terep felderítésének céljából a török állások közt átnyargaltak, s a meglepett törökök közt nagy riadalom támadt. A törökök azonnal rátámadtak a kis létszámú lengyel erőkre, s hatalmas lovasságukkal az erdő széléig üldözték őket, ahonnan viszont a lengyel ágyúk visszavonulásra kényszerítették őket. Ezek után a török tábor zűrzavarát kihasználandó délután hat órakor a Stanisław Jabłonowski és Mikołaj Sieniawski huszárjai, a király közvetlen parancsnoksága alá tartozó egységek és a Szent Liga katonái általános támadást indítottak a törökök ellen. A török egységek nem tudtak hathatós ellenállást tanúsítani az elsöprő lengyel támadással szemben, s végül fejvesztetten menekültek el a csatatérről.
1683-tól Jabłonowski a korona nagyhetmanja lett, amely tisztséget egészen haláláig betöltött. 1692-ben felépítette Okopy erődjét. 1694. október 6-án Usztecskónál a Jabłonowski és Kazimierz Jan Sapieha vezette lengyel-litván sereg egy nálánál sokkal nagyobb török-tatár sereggel nézett farkasszemet. A támadó tatár lovasság áttört a lengyelek első során, de a hetman határozottságának köszönhetően az odavezényelt litván egységek szép lassan a folyó felé szorították vissza a tatárokat. A tatár kán tartalékai bevetésével próbált győzelmet kicsikarni, de a további csapatok sem értek el fontosabb eredményt, s a lengyel-litván csapatok győzelmével végződött a csata. Jabłonowski a győzelem után nem sokkal újra csatába keveredett a tatárokkal, ezúttal Lwównál, de ismét diadalt aratott. A hetman jól értett a hadászati kérdésekhez, azonban hiába volt jó katona, Sobieski dicsfénye elhomályosította az ő nevét. Jabłonowski 1702. április 3-án hunyt el Lwówban.

## Magánélete és családfája
Egy lengyel nemes lányát, Marianna Kazanowskát vette feleségül. A házasságából összesen öt gyermeke született:
- Jan Stanisław Jabłonowski
- Jadwiga Teresa Jabłonowska
- Anna Jabłonowska, Rafał Leszczyński herceg (1650–1703) felesége, Leszczyński Szaniszló király anyja
- Aleksander Jan Jabłonowski
- Stanisław Karol Jabłonowski

| Stanisław Jan Jabłonowski (1634-1702) katona, Krakkó várnagya, a korona nagyhetmanja | Apja: Jan Stanisław Jabłonowski (1600 v. 16001 - 1647) katona, a szejm marsallja | Apai nagyapja: Maciej Jabłonowski (1569-1619) kapitány                                              | Apai nagyapai dédapja: Walenty Jabłonowski (? - 1603))                                  |
| Stanisław Jan Jabłonowski (1634-1702) katona, Krakkó várnagya, a korona nagyhetmanja | Apja: Jan Stanisław Jabłonowski (1600 v. 16001 - 1647) katona, a szejm marsallja | Apai nagyapja: Maciej Jabłonowski (1569-1619) kapitány                                              | Apai nagyapai dédanyja: n.a.                                                            |
| Stanisław Jan Jabłonowski (1634-1702) katona, Krakkó várnagya, a korona nagyhetmanja | Apja: Jan Stanisław Jabłonowski (1600 v. 16001 - 1647) katona, a szejm marsallja | Apai nagyanyja: Katarzyna Kłomicka (1579-1621)                                                      | Apai nagyanyai dédapja: n.a.                                                            |
| Stanisław Jan Jabłonowski (1634-1702) katona, Krakkó várnagya, a korona nagyhetmanja | Apja: Jan Stanisław Jabłonowski (1600 v. 16001 - 1647) katona, a szejm marsallja | Apai nagyanyja: Katarzyna Kłomicka (1579-1621)                                                      | Apai nagyanyai dédanyja: n.a.                                                           |
| Stanisław Jan Jabłonowski (1634-1702) katona, Krakkó várnagya, a korona nagyhetmanja | Anyja: Anna Ostroróg (1610-1648)                                                 | Anyai nagyapja: Jan Ostroróg (1565-1622) a korona nagyhetmanja, író és naplóíró, Poznań kormányzója | Anyai nagyapai dédapja: Stanisław Ostroróg (kb. 1520 - 1568) várnagy, a reformáció híve |
| Stanisław Jan Jabłonowski (1634-1702) katona, Krakkó várnagya, a korona nagyhetmanja | Anyja: Anna Ostroróg (1610-1648)                                                 | Anyai nagyapja: Jan Ostroróg (1565-1622) a korona nagyhetmanja, író és naplóíró, Poznań kormányzója | Anyai nagyapai dédanyja: Zofia Tęczyńska (? - kb. 1588)                                 |
| Stanisław Jan Jabłonowski (1634-1702) katona, Krakkó várnagya, a korona nagyhetmanja | Anyja: Anna Ostroróg (1610-1648)                                                 | Anyai nagyanyja: Zofia Zasławska (? - kb. 1588)                                                     | Anyai nagyanyai dédapja: Janusz Zasławski (? - 1629)                                    |
| Stanisław Jan Jabłonowski (1634-1702) katona, Krakkó várnagya, a korona nagyhetmanja | Anyja: Anna Ostroróg (1610-1648)                                                 | Anyai nagyanyja: Zofia Zasławska (? - kb. 1588)                                                     | Anyai nagyanyai dédanyja: Aleksandra Sanguszko (? - 1602)                               |